# Toby Wilkinson
Toby A. H. Wilkinson (1969) è un egittologo britannico.

## Studi
Ha studiato egittologia al Downing College, presso l'Università di Cambridge. Ha conseguito il Bachelor of Arts a pieni voti (first class) ed è stato premiato con il Thomas Mulvey Egyptology Prize. Ha conseguito il dottorato al Christ's College di Cambridge nel 1993.

## Carriera universitaria
Il primo incarico universitario di Wilkinson è stato il fellow di ricerca in egittologia "Lady Wallis Budge" al Christ's College di Cambridge. Dal 1997 al 1999 ha ricoperto l'incarico di fellow di ricerca "Leverhulme" all'Università di Durham.
È fellow al Clare College di Cambridge dal 2003. È membro del comitato editoriale del Journal of Egyptian History. È fellow di ricerca onorario al Dipartimento di Archeologia dell'Università di Durham. Nel luglio 2011 è diventato direttore dell'International Strategy Office dell'Università di Cambridge. Grazie a questa posizione, ha curato i rapporti internazionali dell'università e ha agevolato le collaborazioni internazionali. È inoltre membro della Royal Historical Society.
Nel 2017 è diventato prorettore vicario (relazioni esterne) dell'Università di Lincoln nel Regno Unito. Nel 2021 si è trasferito nel Pacifico meridionale in qualità di vice rettore dell'Università Nazionale delle Figi. Tuttavia, nell'agosto 2021 è stato annunciato che avrebbe lasciato il posto a partire dal dicembre 2021 per "ragioni familiari personali", ed è in seguito ritornato nel Regno Unito. Nel marzo 2022 è stato annunciato che sarebbe ritornato al Clare College di Cambridge come membro di sviluppo: ha quindi preso servizio il 3 maggio 2022.

## Riconoscimenti
Nel 2011 ha vinto l'Hessell-Tiltman Prize, riservato al miglior libro di carattere storico non romanzesco, grazie a L'antico Egitto: storia di un impero millenario (orig. The Rise and Fall of Ancient Egypt).
Il 3 marzo 2017 Wilkinson è stato eletto membro della Society of Antiquaries of London (FSA). È inoltre membro della Royal Historical Society.

## Opere parziali
- State Formation in Egypt: Chronology and Society, British Archaeological Reports (BAR) International, 1996
- Early Dynastic Egypt, Routledge, 1999
- Royal Annals of Ancient Egypt: the Palermo Stone and Its Associated Fragments, Kegan Paul, 2000
- La genesi dei faraoni, Newton & Compton, 2004 (orig. Genesis of the Pharaohs: Dramatic New Discoveries That Rewrite the Origins of Ancient Egypt, Thames & Hudson, 2003)
- Lives of the Ancient Egyptians: Pharaohs, Queens, Courtiers and Commoners, Thames & Hudson, 2007
- The Thames and Hudson Dictionary of Ancient Egypt, Thames & Hudson, 2008
- (a cura di), The Egyptian World, Routledge, 2009
- L'antico Egitto: storia di un impero millenario, Einaudi, 2012 (orig. The Rise and Fall of Ancient Egypt, Bloomsbury (UK), 2010. Random House (USA), 2011)
- Nilo - L’Egitto antico raccontato dal suo grande fiume, EDT, 2017 (orig. The Nile: A Journey Downriver Through Egypt's Past and Present, Bloomsbury, 2014)
- A World Beneath the Sands: The Golden Age of Egyptology, W. W. Norton, 2020
- Tutankhamun's Trumpet: The Story of Ancient Egypt in 100 Objects, Pan MacMillan, 2022
- Ramesses the Great: Egypt's King of Kings, Yale University Press, 2023
- The Last Dynasty: Ancient Egypt from Alexander the Great to Cleopatra, W. W. Norton, 2025